# Вейле, Карл
Иоганн Конрад Карл Вейле (нем. Johann Conrad Karl Weule; 1864—1926) — немецкий географ и этнолог; профессор этнологии Лейпцигского университета (1901—1926), директор Лейпцигского этнологического музея (с 1907), автор популярных трудов по названным выше дисциплинам. Член Леопольдины.

## Биография
Карл Вейле родился 29 февраля 1864 года в Альт-Вальмодене в токаря по дереву. Посещал среднюю школу в Хильдесхайме. С 1885 года он посещал лекции по географии и африканистике у Германа Вагнера в Гёттингенском университете, а в 1886 году он поступил в Лейпцигский университет, чтобы продолжить образование у Фридриха Ратцеля.
В 1891 году Карл Вейле защитил докторскую степень по географии за трактат «Морфология плоских берегов» (нем. «Morphologie der Flachküsten»). Затем он готовился в Берлине к дипломатической службе в немецких колониях. Здесь, благодаря знакомству с Фердинандом фон Рихтгофеном, он поступил на работу в африканско-океанический отдел столичного Музея этнологии в качестве научного сотрудника, где занимался инвентаризацией экспонатов.
В 1899 году Вейле завершил свою абилитацию в Лейпцигском университете, написав работу по географии и этнологии «Африканская стрела» (нем. «Der afrikanische Pfeil»). В том же году он стал вторым директором Музея этнологии в Лейпциге, в систематическом развитии которого принимал деятельное участие. В 1901 году К. Вейле стал доцентом кафедры этнографии и предыстории в альма-матер, а в 1920 году — профессором этнологии на той же должности (важно понимать, что раньше в Германии звания профессор этнологии не существовало и создано оно было в знак признания заслуг учёного специально под него). 
В 1906 — 1907 гг. Карл Вейле предпринял исследовательскую поездку в Германскую Восточную Африку в район плато Маконде, чтобы провести там этнографические полевые исследования. 

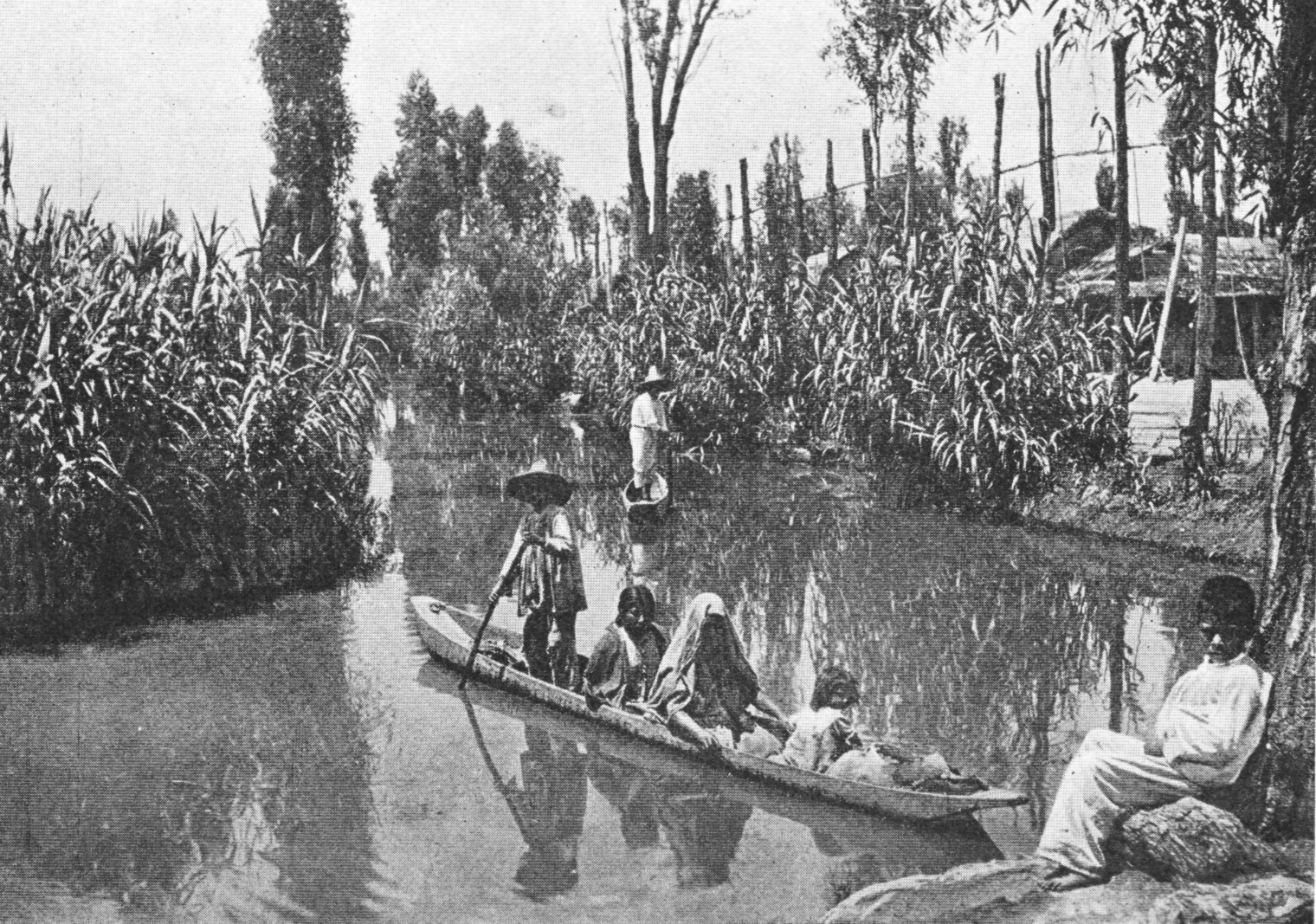
Чинампы
Фото Карла Вейле (1912 год)

Вскоре после возвращения из Африки он был назначен директором Лейпцигского музея этнологии и со временем превратил его в один из крупнейших музеев Германии. В «первом издании БСЭ» говорится, что Вейле выделялся и как исследователь, и как организатор, и «как блестящий популяризатор, соединяющий доступность и живость изложения со строгой научностью». 
В 1909 году Уильям Эдуард Бёркхардт Дюбуа назначил его членом попечительского совета «Африканской энциклопедии». 
В 1914 году, по инициативе Вейле, при музее был открыт университетский семинар, а затем основан «Саксонский научно-исследовательский институт этнологии» (нем. «Sächsische Forschungsinstitut für Völkerkunde»). 
В 1917 году Карл Вейле был избран в члены Немецкой академии естествоиспытателей Леопольдина.
С 1921 года он был представителем этнографического отдела Немецкого антропологического общества, а в 1925 году стал представителем всей этой научной ассоциации.
В 1923/1924 учебном году Вейле занимал пост декана филолого-исторического факультета философского факультета Лейпцигского университета.
Иоганн Конрад Карл Вейле  умер 19 апреля 1926 года в городе Лейпциге и был погребён на местном кладбище.
Труды учёного выдержали десятки переизданий в Германии; некоторые из них были переведены и на русский язык.